# Hádkovi
Hádkovi je česká filmová komedie režiséra Vojtěcha Moravce, který se rovněž spolu se Sandrou Novákovou podílel na scénáři. Po komedii Matky jde o druhý společný celovečerní snímek této dvojice. Na slavnostní premiéře filmu, konající se 30. června 2022 v pražské Lucerně, proběhl sňatek Novákové a Moravce.
Komedie pojednává o rodině hádající se o byt patřící dědečkovi, který má před svou smrtí poslední přání: vyrazit k moři. Ve filmu si zahráli Jakub Prachař, Sandra Nováková, Hynek Čermák, Jitka Čvančarová, Ondřej Pavelka a Lucie Polišenská.
Film měl v českých kinech premiéru 14. července 2022.

## Děj
Rodina Hádkových se neustále hádá i přesto, že se její členové mají navzájem rádi. Předmětem jejich hádky se stane potenciální dědictví po ještě žijícím dědečkovi, který si chce před smrtí splnit poslední sen: podívat se k moři.

## Obsazení
| Hynek Čermák     | David  |
| Jitka Čvančarová | Tereza |
| Jakub Prachař    | Adam   |
| Sandra Nováková  | Silva  |
| Ondřej Pavelka   | táta   |
| Lucie Polišenská | Eva    |

## Recenze
- Mirka Spáčilová, iDNES.cz, 12. července 2022, [6]
- Věra Míšková, Právo, 14. července 2022, [7]